# Sainte-Hélène-sur-Isère
Sainte-Hélène-sur-Isère es una comuna francesa situada en el departamento de Saboya, en la región Auvernia-Ródano-Alpes.

## Demografía
| 635 | 600 | 620 | 645 | 859 | 993 | 1 094 | 1 185 |
| Para los censos de 1962 a 1999 la población legal corresponde a la población sin duplicidades (Fuente: INSEE [Consultar]) |     |     |     |     |     |       |       |